# Ariane Friedrich
För andra betydelser, se Ariane.
Ariane Friedrich född Tempel den 10 januari 1984 i Nordhausen, Thüringen, DDR, är en inte längre aktiv tysk friidrottare som tävlade i höjdhopp.
Friedrichs genombrott kom när hon 2003 blev europamästare i höjdhopp för juniorer. Hon blev även trea på Universiaden 2005. Hon deltog vid VM inomhus 2008 där hon slutade åtta. Hon deltog även vid Olympiska sommarspelen 2008 där hon slutade sjua. 
Vid Golden League-tävlingarna i Bryssel 2008 slog hon Blanka Vlašić vilket innebar att Vlašić misslyckades med att vinna alla sex Golden League-tävlingarna och därmed vinna 2,5 miljoner dollar.
Under 2009 hoppade hon 2,05 inomhus vid tävlingar i Karlsruhe, en höjd som placerade henne som fyra genom alla tider. Bara Kajsa Bergqvist, Heike Henkel och Stefka Kostadinova har hoppat högre inomhus. Hon vann även guld vid inomhus-EM 2009 med ett hopp på 2,01.
Vid Golden League-tävlingen den 14/6 2009 på Olympiastadion i Berlin satte Friedrich tyskt nationsrekord med 2,06, som hon tog i första försöket. Hoppet gjorde henne till en av favoriterna till segern vid VM 2009 i Berlin. Väl där klarade hon 2,02 vilket räckte till en bronsmedalj. 
Vid EM 2010 handlade allt på förhand åter om Friedrich mot Vlašić. Denna gång slutade Friedrich först på en tredje plats efter att bara ha klarat 2,01. Guldet vanns som väntat av Vlašić medan Emma Green oväntat vann silvret. 
Vid Olympiska sommarspelen 2012 hoppade hon 1,93 och missade finalen. År 2014 födde hon barn och tävlade inte. Hon deltog 2015-2018 i höjdhoppstävlingar, dock med lite sämre resultat.